# ريكس دي كوستا
ريكس دي كوستا هو عسكري سريلانكي، ولد في 15 يونيو 1920، وتوفي في 9 أبريل 1971.